# 赫伯特·科格
赫伯特·凯格尔（德語：Herbert Kegel，1920年7月29日—1990年11月20日），德国指挥家。

## 生平

### 早年
赫伯特·凯格尔于1920年生于德累斯顿。他出身劳动阶级，家境不甚富裕，但他的家庭却能给他在音乐方面的支持——父亲买给他一台钢琴，而小时候的凯格尔似乎也注定了一辈子固执孤僻傲的怪脾气：当同年龄的小孩都在外头玩耍的时候，没有朋友的凯格尔一个人敲着琴键。
1935年，在他少年的时期希特勒正开始掌权，同时卡尔·伯姆接掌德勒斯登国立歌剧院音乐总监职。歌剧院音乐总监，是德累斯顿一地音乐的象征。身为音乐学校的学生， 凯格尔没有直接受到伯姆的指导，但从伯姆的指挥，他倒是得到一点一滴的学习。只是一开始凯格尔并没有当指挥的意思，而是学习钢琴及作曲。他的毕业考演出曲目是拉赫曼尼诺夫的钢琴协奏曲。
欧战爆发，他被征召到东线战场，在基辅受了重伤，回到家乡静养。此时，遇到盟军的大空袭，德累斯顿化为一片火海，国立歌剧院也变成废墟。负伤之故，凯格尔只好放弃钢琴家的梦，转向指挥一途。

### 職業生涯
一开始，凯格尔在皮尔纳地方歌剧院工作。莱比锡广播合唱团招募指挥，从这里踏出他与莱比锡长达三十年合作关系的第一步。里头可能有些音乐上的考量，凯格尔是用来抗衡以浪漫风格著称的柏林合唱团指挥赫尔穆特·科赫。此年为公元1949年，德意志民主共和国成立。同年十月，还发生一件事：时年六十六岁的赫尔曼·阿本德罗特就任莱比锡广播交响乐团音乐总监。直到1953年，莱比锡广播交响乐团助理指挥出缺。在共产主义体制下新时代的音乐背景里，阿本德罗特选择了凯格尔，不但作为同僚，也扮演协助者。例如，每年乐季结束的六月阿本德罗特惯例演奏「合唱」，担任合唱指挥的就是凯格尔。 
1956年，阿本德罗特去世，两年后，凯格尔接任莱比锡广播交响乐团第一指挥，乐团与合唱团都在他的掌握之下了。1960年秋天，就任首席指挥。 
1975年至1978年，他是莱比锡门德尔松音乐学院的教授。1977年接手了德累斯顿爱乐乐团的艺术总监以及首席指挥一职位（此后莱广由Wolf-Dieter Hauschild接手），直到1985年。1980年在德累斯顿韦伯音乐学院开授大师班。

### 暮年
1988年，德意志民主共和国共产党总书记何内克下台；其后，柏林墙倒塌。1989年，东西德统一，共产党解散，德意志民主共和国正式成为历史名词。统一后的东边经济情况不佳，许多剧院关闭，乐手外流，音乐会的场次也减少。过去数十年凯格尔的生活目标就是工作，而今日似乎都消失了；忽然多出一大堆时间，又不知怎么填补的凯格尔发现他要面对的是昨是今非的世界，充满敌意的环境。他所爱的妻儿住在遥远的柏林，只有很少的时间才会来探望他；同时他的身体状况又变差，对现实感的认知不断模糊；有关自传的写作计划又中断了，因为出版社财务困难，没有钱。他也没有朋友。1989年年底，凯格尔在他空旷的大房子里用手枪结束了他的生命。
凯格尔在死前不久，才说过“Primarily I am a Romantic.”

## 作品節選

### 商業錄音
- 貝多芬交響曲全集，Capriccio出版[1]

## 軼事
- 他曾经在自己的名字中间加上“冯”（Von）来嘲笑西边的赫伯特·冯·卡拉扬。